# The Grudge – Klątwa 2
The Grudge – Klątwa 2 (tytuł oryg. The Grudge 2) – amerykański film fabularny (horror), sequel horroru The Grudge – Klątwa (The Grudge, 2004). Podobnie jak część pierwszą, film ten wyreżyserował Japończyk Takashi Shimizu. Światowa premiera The Grudge – Klątwy odbyła się w piątek 13 października 2006. W Polsce film pojawił się w kinach 9 marca 2007 roku.

## Treść
Trzy młode dziewczyny wchodzą do dziwnego domu, owianego ponurą tajemnicą klątwy. Nie domyślają się jednak, jakie będą tego konsekwencje... W tym samym czasie Karen (Sarah Michelle Gellar), bohaterka części pierwszej, znajduje się w szpitalu po tragicznych wydarzeniach w domostwie. Odwiedza ją jej siostra, która jest świadkiem jej śmierci. Zastanawiając się jaka była tego przyczyna, odwiedza mroczny dom, po czym dosięga ją klątwa. Za wszelką cenę próbuje ocalić własne życie.

## Główne role
- Sarah Michelle Gellar – Karen
- Amber Tamblyn – Aubrey
- Arielle Kebbel – Allison
- Takako Fuji – Kayako
- Edison Chen – Eason
- Sarah Roemer – Lacey
- Matthew Knight – Jake
- Misako Uno – Miyuki
- Teresa Palmer – Vanessa
- Ohga Tanaka – Toshio
- Yuya Ozeki – Toshio
- Jennifer Beals – Trish
- Christopher Cousins – Bill

## Box office
| Świat | US$ 70,644,660 |